# هوبره‌های بیابان
هوبره‌های بیابان (نام علمی: Ardeotis) نام یک سرده از تیره هوبره‌ایان است.

## گونه‌ها
- هوبره عربی (Ardeotis arabs)
- هوبره کوری (Ardeotis kori)
- هوبره هندی بزرگ (Ardeotis nigriceps)
- هوبره استرالیایی (Ardeotis australis)